# Talassemia
Talassemias são um grupo de doenças do sangue caracterizadas por anomalias na produção de hemoglobina. Os sintomas dependem do tipo e podem variar desde nenhum sintoma até sintomas graves. É frequente ocorrer anemia – diminuição do número de glóbulos vermelhos no sangue. A anemia pode ser de ligeira a grave e causar sintomas como fadiga e palidez da pele. Entre outros possíveis sintomas estão problemas nos ossos, aumento de volume do baço, pele amarela e urina escura. Em crianças é possível ocorrer atraso no crescimento.
As talassemias são anomalias genéticas herdadas dos progenitores. Existem dois tipos principais: a talassemia alfa e a talassemia beta. A gravidade da talassemia alfa e beta depende de quantos dos quatro genes da alfa globina ou dos dois genes da beta globina estão em falta. O diagnóstico da doença é geralmente feito com análises ao sangue, incluindo hemograma completo, análises específicas para hemoglobina e exames genéticos. É possível o diagnóstico antes do parto mediante diagnóstico pré-natal.
O tratamento depende do tipo e gravidade da doença. O tratamento da doença grave geralmente consiste em Transfusões de sangue em intervalos regulares, terapia de quelação com ferro e ácido fólico. A terapia de quelação pode ser feita com deferoxamina ou deferasirox. Em alguns casos pode ser considerado um transplante de medula óssea. Entre as complicações estão o excesso de ferro no organismo resultante das transfusões, o que pode causar doenças doenças cardiovasculares, doenças do fígado, infeções e osteoporose. Quando o baço aumenta excessivamente de volume, pode ser necessária a sua remoção ciúrgica.
Em 2013, a talassemia afetava cerca de 280 milhões de pessoas, das quais 439 000 apresentavam doença grave. A doença é mais comum entre pessoas de ascendência italiana, grega, do Médio Oriente, da Ásia do Sul ou africana. A prevalência é idêntica entre homens e mulheres. Em 2015 foi a causa de 16 800 mortes, uma diminuição em relação às 36 000 em 1990. À semelhança das pessoas com anemia falciforme, as pessoas com talassemia menos grave são relativamente imunes à malária, o que explica o facto de a doença ser mais comum em regiões do mundo onde existe ou existiu malária.

## Epidemiologia
A doença é particularmente prevalente entre os povos do Mediterrâneo, e essa associação geográfica foi responsável pela sua nomeação: thálassa (θάλασσα) é a palavra grega para "mar"; haema (αἷμα) é a palavra grega para o sangue. Na Europa, a maior concentração da doença é encontrada na Grécia e em partes da Itália, em particular, no sul e no baixo vale do Pó. As principais ilhas do Mediterrâneo (excepto as ilhas Baleares), como a Sicília, Sardenha, Malta, Córsega, Creta e Chipre são fortemente afetadas. Outros povos do Mediterrâneo ou  vizinhos também apresentam altas taxas de talassemia, tais como as populações do Oriente Médio e Norte da África. Além desses, também os sul-asiáticos  são afetados, sendo que a maior concentração mundial de portadores (18% da população) ocorre nas Maldivas. Em 2010 foi responsável por 18.000 mortes.
No Brasil foram registrados 202 do tipo intermédia, 302 da forma maior e 228 da forma S-Beta, sendo o sudeste do país com a maioria dos casos com nordeste em segundo lugar.